# Ariel Ortega
Ariel Arnaldo Ortega, född 4 mars 1974, är en före detta fotbollsspelare från Argentina som en tid kallades den nye Diego Maradona.
Ortega avslutade karriären i sitt hemland för River Plate som också var den klubb som han började spela för i början av 90-talet. Han har också spelat för klubbar som Valencia, UC Sampdoria, Parma och Fenerbahçe.
1994 gjorde han VM-debut mot Grekland som inhoppare för Maradona. Därefter har han deltagit i Argentinas landslag under VM-slutspelen 1994, 1998 och 2002. Ortega fanns även med i landslaget under OS 1996 i Atlanta där Argentina vann silvermedaljen.

## Landslagsmål för Argentina

### Landslagsmål
- Resultat i Argentina-favör.

| Nr  | Datum             | Plats                    | Motståndare             | Resultat | Tävling                    |
| --- | ----------------- | ------------------------ | ----------------------- | -------- | -------------------------- |
| 1.  | 8 januari 1995    | Riyadh, Saudiarabien     | Japan                   | 5–1      | King Fahd Cup 1995         |
| 2.  | 20 september 1995 | Madrid, Spanien          | Spanien                 | 1–2      | Träningsmatch              |
| 3.  | 24 april 1996     | Buenos Aires, Argentina  | Bolivia                 | 3–1      | Kval till Fotbolls-VM 1998 |
| 4.  | 24 april 1996     | Buenos Aires, Argentina  | Bolivia                 | 3–1      | Kval till Fotbolls-VM 1998 |
| 5.  | 9 oktober 1996    | San Cristóbal, Venezuela | Venezuela               | 5–2      | Kval till Fotbolls-VM 1998 |
| 6.  | 30 april 1997     | Buenos Aires, Argentina  | Ecuador                 | 2–1      | Kval till Fotbolls-VM 1998 |
| 7.  | 22 april 1998     | Dublin, Irland           | Irland                  | 2–1      | Träningsmatch              |
| 8.  | 14 maj 1998       | La Plata, Argentina      | Bosnien och Hercegovina | 5–0      | Träningsmatch              |
| 9.  | 25 maj 1998       | Buenos Aires, Argentina  | Sydafrika               | 2–0      | Träningsmatch              |
| 10. | 21 juni 1998      | Paris, Frankrike         | Jamaica                 | 5–0      | Fotbolls-VM 1998           |
| 11. | 21 juni 1998      | Paris, Frankrike         | Jamaica                 | 5–0      | Fotbolls-VM 1998           |
| 12. | 7 september 1999  | Porto Alegre, Brasilien  | Brasilien               | 2–4      | Träningsmatch              |
| 13. | 13 oktober 1999   | La Plata, Argentina      | Colombia                | 2–1      | Träningsmatch              |
| 14. | 26 april 2000     | Maracaibo, Venezuela     | Venezuela               | 4–0      | Kval till Fotbolls-VM 2002 |
| 15. | 26 april 2000     | Maracaibo, Venezuela     | Venezuela               | 4–0      | Kval till Fotbolls-VM 2002 |
| 16. | 15 november 2000  | Santiago, Chile          | Chile                   | 2–0      | Kval till Fotbolls-VM 2002 |